# Cassia agnes
Cassia agnes är en ärtväxtart som först beskrevs av De Wit, och fick sitt nu gällande namn av John Patrick Micklethwait Brenan. Cassia agnes ingår i släktet Cassia och familjen ärtväxter. Inga underarter finns listade i Catalogue of Life.